# Kanton L’Étang-Salé
Der Kanton L’Étang-Salé ist seit 1949 ein französischer Wahlkreis im Arrondissement Saint-Pierre des Übersee-Départements Réunion.

## Gemeinden
| Gemeinde            | Einwohner 1. Januar 2022 | Fläche km² | Dichte Einw./km² | Code INSEE | Postleitzahl |
| ------------------- | ------------------------ | ---------- | ---------------- | ---------- | ------------ |
| L’Étang-Salé        | 14.329                   | 38,65      | 371              | 97404      | 97427        |
| Les Avirons         | 11.445                   | 26,27      | 436              | 97401      | 97425        |
| Saint-Leu           | 4.967                    | 10,29      | 483              | 97413      | 97436        |
| Kanton L’Étang-Salé | 30.741                   | 75,21      | 409              | 97401      | –            |

1. ↑   Nur der südliche Teil der Gemeinde, der Rest gehört zum Kanton Saint-Leu.